# 음력 5월
음력 5월(陰曆五月) 또는 악월(惡月), 고월(皐月)은 음력에서 다섯 번째 달이다.
이 달에는 중기인 하지와 절기인 망종 혹은 소서가 들어있으며, 음력 5월 30일이 없는 해도 있다.
월건은 오(午)이다.

## 5월이윤달인 해
- 1903년 (양력 1903년 6월 25일 ~ 7월 23일, 29일간)
- 1914년 (양력 1914년 6월 24일 ~ 7월 22일, 29일간)
- 1922년 (양력 1922년 6월 25일 ~ 7월 23일, 29일간)
- 1933년 (양력 1933년 6월 23일 ~ 7월 22일, 30일간)
- 1952년 (양력 1952년 6월 22일 ~ 7월 21일, 30일간)
- 1971년 (양력 1971년 6월 23일 ~ 7월 21일, 29일간)
- 1990년 (양력 1990년 6월 23일 ~ 7월 21일, 29일간)
- 1998년 (양력 1998년 6월 24일 ~ 7월 22일, 29일간)
- 2009년 (양력 2009년 6월 23일 ~ 7월 21일, 29일간)
- 2017년 (양력 2017년 6월 24일 ~ 7월 22일, 29일간)[1]
- 2028년 (양력 2028년 6월 23일 ~ 7월 21일, 29일간)
- 2039년 (양력 2039년 6월 22일 ~ 7월 20일, 29일간)
- 2047년 (양력 2047년 6월 23일 ~ 7월 22일, 30일간)
- 2066년 (양력 2066년 6월 23일 ~ 7월 21일, 29일간)
- 2085년 (양력 2085년 6월 22일 ~ 7월 21일, 30일간)
- 2104년 (양력 2104년 6월 23일 ~ 7월 21일, 29일간)
- 2123년 (양력 2123년 6월 24일 ~ 7월 22일, 29일간)
- 2134년 (양력 2134년 6월 22일 ~ 7월 21일, 30일간)
- 2142년 (양력 2142년 6월 24일 ~ 7월 22일, 29일간)
- 2153년 (양력 2153년 6월 22일 ~ 7월 20일, 29일간)
- 2191년 (양력 2191년 6월 22일 ~ 7월 20일, 29일간)

## 기념일, 연중행사
- 음력 5월 5일 - 단오.

## 같이 보기
- 음력 360일